# Ecco: The Tides of Time
Ecco: The Tides of Time es un videojuego de acción y aventura desarrollado por Novotrade International y publicado por Sega para la mayoría de las consolas de juegos compatibles de Sega en 1994 Es el segundo juego de la serie Ecco the Dolphin. The Tides of Time continuó la historia de el primer juego y presentó una jugabilidad similar con algunas adiciones nuevas.

## Jugabilidad
The Tides of Time mantiene la misma jugabilidad que su predecesor. El ataque principal de Ecco es embestir a los enemigos a altas velocidades, mientras que su sonar se usa para comunicarse con otros cetáceos e interactuar con ciertos objetos como glifos de cristal, además de mostrar un mapa del área a través de ecolocalización. Al combinar su carga y su sonar, Ecco puede atacar a los enemigos a distancia. Como mamífero, Ecco también debe salir a la superficie en busca de aire a intervalos regulares.
Los nuevos acertijos incluyen seguir a otros delfines a través de un laberinto submarino y una "búsqueda del tesoro" en la que Ecco debe recolectar los globos perdidos de Asterite. También se introdujeron dos nuevos potenciadores. El primero es el "Pulsar", que le otorga a Ecco la capacidad de disparar un ataque de sonar multidireccional a los enemigos durante la etapa. La segunda es la "Metasfera", que transforma a Ecco en diferentes animales. Las transformaciones son específicas de cada nivel e incluyen una gaviota, una medusa, un tiburón, un banco de peces y un dron Vortex.
Algunas etapas utilizan un efecto pseudo-3D. En estas etapas, Ecco debe nadar a través de anillos en movimiento mientras evita o ataca a los enemigos. El jugador se ve obligado a reiniciar si Ecco pierde demasiados anillos o sufre demasiado daño.

## Trama
The Tides of Time continúa desde el final de [[Ecco the Dolphin (videojuego)] el juego original]], en el que Ecco había salvado su manada de delfines y la Tierra de los alienígenas Vortex. Aún ejerciendo los poderes que le otorgó la antigua forma de vida conocida como Asterita, Ecco ha regresado desde entonces a su vida pacífica en las aguas de la Tierra. Un día, mientras Ecco explora una cueva submarina, un poderoso terremoto provoca una avalancha. Mientras Ecco se recupera, descubre que los poderes de Asterite lo han abandonado (lo que se indica por el regreso de su necesidad de salir a la superficie en busca de aire). Sus compañeros delfines explican que algo ha matado al Asterite y ahora está sembrando el miedo entre la vida marina.
Poco después, Ecco se encuentra con un delfín con aletas inusualmente largas. Ella es su descendiente, Trellia, quien lo lleva a un futuro lejano para hablar con "un viejo amigo". En el futuro, el océano ha desarrollado su propia mente y está conectado a través del planeta por vías fluviales que viajan a través del cielo. Los delfines del futuro también han evolucionado, ya que ahora pueden volar a través de una combinación de sacos internos de helio y poderes telequinéticos.
Después de explorar el futuro, Ecco encuentra a su viejo amigo Asterite, quien le explica los acontecimientos que habían ocurrido en la época de Ecco. Aunque Ecco había derrotado al Vortex, la Reina del Vortex sobrevivió y lo siguió de regreso a la Tierra, donde mató al Asterite de la época de Ecco y ahora anida y se alimenta para restaurar su prole. Asterite luego le dice a Ecco que cuando usó la Máquina del Tiempo Atlante para salvar su cápsula, dividió la corriente del tiempo en dos. Un posible futuro para la Tierra es un mundo brillante y feliz de delfines voladores, mientras que el otro es un mundo muerto y mecánico absorbido por el Vórtice. Como resultado, a Ecco se la conoce como "la piedra que dividió el flujo del tiempo en dos".
Una vez de regreso a su tiempo, Ecco viaja al Abismo de Moray, donde encuentra los dos primeros globos de Asterita después de limpiar las morenas gigantes. Luego viaja para revivir la Asterita encontrando sus numerosos globos que se han esparcido por el océano. Lentamente, Asterite comienza a recuperarse y, finalmente, puede mantener una conversación completa con Ecco. Sin embargo, no puede ayudar a Ecco, ya que el Vórtice del futuro oscuro se llevó su último par de globos a su propio tiempo. Como la Máquina del Tiempo Atlante sólo puede viajar al pasado, Ecco debe encontrar otra forma de llegar al oscuro futuro.
Ecco se dirige a la Bahía Lunar, que los Vórtices han despojado de toda vida oceánica a medida que continúan creciendo y multiplicándose. Mientras explora, Ecco es emboscado por drones Vortex y llevado al futuro oscuro. A diferencia del futuro anterior, Vortex Future es una máquina sin vida que abarca planetas y que consta de tubos de agua, gravedad artificial y peligrosas criaturas Vortex. Ecco ubica los dos últimos globos de Asterite en una cámara, donde reside un dispositivo de sujeción con una cadena de burbujas llamado Globe Holder. Después de destruirlo, Ecco obtiene los globos y regresa a su época.
Con el Asterite completo nuevamente, los poderes anteriores de Ecco se restauran y el Asterite convoca a todos los delfines compañeros de Ecco para unirse en la lucha contra el Vortex. Mientras los delfines y el Vortex luchan en la ahora transformada Bahía Lunar, Ecco nada hasta las partes más profundas y se infiltra en la Nueva Máquina del Vortex, luego finalmente se enfrenta a la Reina del Vortex y aparentemente la destruye de una vez por todas.
Mientras su grupo celebra su victoria sobre el vencido Vortex, Ecco regresa al Asterite y se le dice que vaya a Atlantis y destruya la Máquina del Tiempo para evitar que la corriente del tiempo se vuelva a dividir. Al llegar a la ciudad hundida, Ecco descubre que la Reina Vortex todavía está viva como una larva después de su supuesta muerte, y los dos corren hacia la Máquina del Tiempo. La Reina del Vórtice usa primero la Máquina del Tiempo y es enviada a la Era Prehistórica, donde se ve incapaz de gobernar a las criaturas que residen allí. Ante la necesidad de sobrevivir, la Reina se ve obligada a adaptarse a los propios ciclos de vida de la Tierra y, a través de los eones, los Vortex se integran en los ecosistemas de la Tierra como artrópodos. Ecco elige usar la Máquina del Tiempo en lugar de destruirla y desaparece en una era desconocida.

## Lanzamiento

### Versión de Game Gear
Se lanzó una versión de Ecco: The Tides of Time para Game Gear, aunque en una forma muy modificada. Todos los niveles fueron rediseñados para funcionar dentro de las capacidades más débiles de la computadora de mano, y varios niveles y escenas de la historia se eliminaron por completo.

### Banda sonora
Al igual que con Ecco the Dolphin, la versión en CD de Sega de The Tides of Time presenta una banda sonora alternativa compuesta por Spencer Nilsen. La versión de Genesis/Mega Drive incluye una banda sonora compuesta por Attila Dobos, András Magyari, David Javelosa y Andy Armer (coautor del sencillo ganador del Grammy "Rise").
En 1996, se lanzó un álbum de banda sonora que combina música de Ecco the Dolphin y Ecco: The Tides of Time, bajo el título Ecco: Songs of Time. Se encargó una interpretación de la banda sonora de The Tides of Time para el primer concierto de música de juegos BBC Proms en 2022.

## Recepción
Al revisar la versión Génesis, GamePro comentó que Ecco: The Tides of Time conserva los mejores puntos del primer juego Ecco, como su concepto de juego y animaciones realistas, mientras teniendo dificultad mucho más accesible. Si bien citaron algunos problemas con los controles, elogiaron la nueva capacidad de transformación de Ecco, comentaron que "todo el audio del juego es simple, relajante y efectivo" y recomendaron el juego como una mejora con respecto al original. Los cuatro revisores de Electronic Gaming Monthly le dieron a la versión Génesis un 7,25 sobre diez, declarándola además una mejora respecto al original, aunque por la razón contraria: dos de los revisores dijeron que era mucho más difícil. que el primer juego. Aplaudieron especialmente los gráficos notablemente coloridos del juego. Next Generation revisó la versión Génesis del juego, calificándola con tres estrellas de cinco y afirmó que "acertijos exigentes, elementos de rol, etapas de disparo y algunos de los mejores Los gráficos de Genesis hasta la fecha te dan ganas de ver "Ecco II", pero ciertamente no es un guardián".
Al revisar la versión de Game Gear, GamePro advirtió que el juego es muy lento y difícil, pero consideró que "valía la pena el esfuerzo", elogiando la variada jugabilidad y los gráficos bellamente coloridos. Aunque citó problemas con el ritmo lento y los controles, Electronic Gaming Monthly lo recomendó levemente, elogiando particularmente las animaciones fluidas y los colores llamativos. Le dieron un 6.5 sobre diez.
La reseña de GamePro de la versión de Sega CD declaró: "Al igual que la reciente versión de Genesis, Tides of Time de Sega CD es una secuela excelente, que ofrece gráficos y sonidos encantadores". También comentaron que los History Glyphs, una característica exclusiva de la versión en Sega CD, aumentan la diversión del juego. Next Generation estuvo de acuerdo y dijo que están "muy bien hechos y completamente encantadores". Destacando también los gráficos y la música mejorados de la versión en Sega CD, le dieron tres de cinco estrellas. "Electronic Gaming Monthly" le dio un 7,6 sobre diez, y Mike Weigand comentó: "Toma el juego Ecco 2 y agrégale música hermosa y excelentes efectos de sonido y obtendrás el Ecco 2 CD. A los fans de la serie de delfines (como a mí) probablemente les encantará esta, otros probablemente se convertirán".
IGN le dio al lanzamiento de la Consola Virtual de Ecco: The Tides of Time un 7/10 y afirmó que "la falta de dirección de esta aventura submarina puede dejarte perdido en el mar". NintendoLife dijo que "para un juego de Megadrive, Ecco 2 se ve increíble. Ecco tiene una calidad de renderizado 3D muy parecida a la que se encuentra en Donkey Kong Country", y finalmente concluyó que "lo pasarás genial", dándole al juego un 7/10. GameSpot criticó el juego por ser "simplemente más de lo mismo" que el primer juego de Ecco, con las mismas frustraciones. Aunque comentaron que la música y varios momentos del juego son excepcionales, concluyeron que en general no vale la pena comprar el juego y le dieron un 5.5 sobre diez. La Revista oficial de Nintendo de Australia incluyó a Ecco: The Tides of Time como uno de los 20 juegos clásicos de Sega que debes jugar, diciendo que "realmente no hay nada como Ecco the Dolphin".

## Secuela
Se planeó una secuela de Tides para terminar la serie como una trilogía. Este juego fue descartado y Sega lanzó un spin-off llamado Ecco Jr. en su lugar. Más tarde, la serie volvió a aparecer en Dreamcast con una historia completamente diferente en Ecco the Dolphin: Defender of the Future.